# Dobreţu
Dobreţu es una comuna ubicada en el distrito de Olt, Rumania.

## Superficie
Posee una superficie de 37,25 kilómetros cuadrados.

## Demografía
Hasta 2021 la población era de 1105 habitantes, con una densidad de población de 29,66 habitantes por kilómetro cuadrado.